# Красная книга Мурманской области
Кра́сная кни́га Му́рманской о́бласти — официальный документ, содержащий свод сведений о состоянии и распространении редких и находящихся под угрозой исчезновения объектов животного и растительного мира, обитающих (произрастающих) на территории Мурманской области, а также о необходимых мерах по их охране и восстановлению. Региональный вариант Красной книги России.
С инициативой по созданию отдельной Красной книги для Мурманской области выступил в 1997 году Государственный комитет по охране окружающей среды Мурманской области. До этого существовало два издания, посвящённых редким видам данного региона — «Редкие и нуждающиеся в охране животные и растения Мурманской области», вышедшая в 1979 году, и «Редкие и нуждающиеся в охране растения и животные Мурманской области» 1990 года. 4 сентября 2002 года губернатор области Юрий Евдокимов от лица Правительства Мурманской области подписал Постановление № 325-ПП об учреждении Красной книги Мурманской области и об утверждении Постановления о ней:
Утверждается Положение о Красной книге и списки видов грибов, лишайников, мохообразных сосудистых растений и животных, которые подлежат особой охране. Красная книга является основным документом, содержащим информацию, необходимую для разработки и осуществления мероприятий по сохранению и восстановлению редких, находящихся под угрозой исчезновения объектах растительного и животного мира. Финансирование мероприятий по ведению Красной книги осуществляется за счёт средств областного бюджета и других, разрешенных законом, источников.
Кроме того, указанным нормативным актом устанавливается необходимость переиздавать книгу с актуализированными данными не реже, чем каждые десять лет.
Главными редакторами проекта были назначены Н. А. Константинова, А. С. Корякин и О. А. Макарова, рецензентом — руководитель лаборатории Красной книги ВНИИ природы В. Е. Присяжнюк. В роли координатора выступил мурманский заповедник «Пасвик». Над иллюстрациями к книге работал художник А. М. Макаров, ранее участвовавший в таких проектах, как «Красная книга Карелии» и «Красная книга Восточной Фенноскандии».
В октябре 2003 года книга появилась в продаже тиражом 5000 экземпляров, 30 октября в Мурманске состоялась её официальная презентация. В общей сложности в неё вошло 653 вида, из них — 7 видов грибов, 131 вид лишайников, 424 вида сосудистых растений и мхов и 91 вид животных. Для 225 видов написаны отдельные очерки, в том числе 129 очерков с иллюстрациями и 222 очерка с картами ареалов. В то же время, создатели книги признали, что уровень изученности лишайников, водорослей и грибов намного ниже, чем у животных и сосудистых растений.
Все присутствующие в книге виды разделены на семь категорий, в зависимости от уровня угрозы их возможного исчезновения: 1а — исчезающие виды (находящиеся под непосредственной угрозой исчезновения), 1б — исчезающие виды (находящиеся под угрозой исчезновения), 2 — уязвимые виды (редкие с сокращающейся численностью), 3 — редкие виды (редкие или узколокальные), 4 — виды с неопределённым статусом (редкие малоизученные), 5 — поддерживаемые виды и 6 — виды особого статуса. Часть видов, нуждающихся в постоянном контроле, выделена в категорию бионадзора.
Неполный список видов животных, сосудистых растений, мохообразных, лишайников и грибов занесённых в Красную книгу Мурманской области и видов, нуждающихся в биологическом надзоре представлен ниже.

## Животные(Animalia)
- Список млекопитающих, занесённых в Красную книгу Мурманской области
- Список птиц, занесённых в Красную книгу Мурманской области
- Список рыб, рептилий и амфибий, занесённых в Красную книгу Мурманской области
- Список беспозвоночных, занесённых в Красную книгу Мурманской области

## Сосудистые растения(Tracheophyta)
| Отдел Папоротниковидные (Polypodiophyta) Кочедыжниковые (Athyriaceae) Вудсия альпийская ( Woodsia alpina ) Вудсия гладковатая ( Woodsia glabella ) Вудсия эльбская ( Woodsia ilvensis ) Голокучник Роберта ( Gymnocarpium robertianum ) Диплазиум сибирский ( Diplazium sibiricum ) Пузырник горный ( Rhizomatopteris montana ) Пузырник Дайка ( Cystopteris dickieana ) Оноклеевые (Onocleaceae) Страусник обыкновенный ( Matteuccia struthiopteris ) Фото Щитовниковые (Dryopteridaceae) Многорядник копьевидный ( Polystichum lonchitis ) Фото Щитовник мужской ( Dryopteris filix-mas ) Костенцовые (Aspleniaceae) Костенец зеленый ( Asplenium viride ) Костенец постенный ( Asplenium ruta-muraria ) Костенец северный ( Asplenium septentrionale ) Криптограммовые (Cryptogrammaceae) Криптограмма курчавая ( Cryptogramma crispa ) Фото Гиполеписовые (Hypolepidaceae) Орляк обыкновенный ( Pteridium aquilinum ) Многоножковые (Polypodiaceae) Многоножка обыкновенная ( Polypodium vulgare ) Ужовниковые (Ophioglossaceae) Гроздовник ланцетовидный ( Botrychium lanceolatum ) Гроздовник многораздельный ( Botrychium multifidum ) Фото Гроздовник полулунный ( Botrychium lunaria ) Гроздовник северный ( Botrychium boreale ) Отдел Хвощевидные (Equisetophyta) Хвощёвые (Equisetaceae) Хвощ камышовый ( Equisetum scirpoides ) Отдел Плауновидные (Lycopodiophyta) Полушниковые (Isoëtaceae) Полушник озёрный ( Isoëtes lacustris ) Полушник шиповатый ( Isoëtes setacea ) Отдел Цветковые (Мagnoliophyta) Рдестовые (Potamogetonaceae) Рдест гребенчатый ( Potamogeton pectinatus ) Рдест нитевидный ( Potamogeton filiformis ) Наядовые (Najadaceae) Каулиния гибкая ( Caulinia flexilis ) Частуховые (Alismataceae) Стрелолист плавающий ( Sagittaria natans ) Частуха ланцетная ( Alisma lanceolatum ) Частуха подорожниковая ( Alisma plantago-aquatica ) Сусаковые (Butomaceae) Сусак зонтичный ( Butomus umbellatus ) Мятликовые (Poaceae) Бескильница ползучая ( Puccinellia phryganodes ) Вейник туполепестковый ( Calamagrostis obtusata ) Дюпонция голоцветковая ( Dupontia psilosantha ) Мятлик сизый ( Poa glauca ) Овсяница коротколистная ( Festuca brachyphylla ) Овсяница полесская ( Festuca polesica ) Пырейник волокнистый ( Elymus fibrosus ) Пырейник субальпийский ( Elymus kronokensis ) Щучка сизая ( Deschampsia glauca ) Осоковые (Cyperaceae) Блисмус рыжий ( Blysmus rufus ) Клубнекамыш морской ( Bolboschoenus maritimus ) Кобрезия мышехвостниковая ( Kobresia myosuroides ) Осока болотолюбивая ( Carex heleonastes ) Осока вздутоносая ( Carex rhynchophysa ) Осока двусемянная ( Carex disperma ) Осока ежистоколючая ( Carex echinata ) Осока лапландская ( Carex lapponica ) Осока ледниковая ( Carex glacialis ) Осока остроконечная ( Carex muricata ) Осока рыхлая ( Carex laxa ) Осока свинцово-зеленая ( Carex livida ) Осока северная ( Carex arctogena ) Осока скальная ( Carex rupestris ) Осока солелюбивая ( Carex salina ) Осока тонкоцветковая ( Carex tenuiflora ) Осока узкочешуйная ( Carex stenolepis ) Осока цельноротая ( Carex holostoma ) Осока черноватая ( Carex atrata ) Осока чешуйчатая ( Carex paleacea ) Очеретник белый ( Rhynchospora alba ) Пушица короткопыльниковая ( Eriophorum brachyantherum ) Схенус ржавый ( Schoenus ferrugineus ) Ароидные (Araceae) Белокрыльник болотный ( Calla palustris ) Ситниковые (Juncaceae) Ожика снежная ( Luzula nivalis ) Лилейные (Liliaceae) Гусиный лук желтый ( Gagea lutea ) Ландышевые (Convallariaceae) Ландыш майский ( Convallaria majalis ) | - Башмачок настоящий (Cypripedium calceolus) - Гаммарбия болотная (Hammarbya paludosa) Фото - Гудайера ползучая (Goodyera repens) - Дремлик тёмно-красный (Epipactis atrorubens) - Калипсо луковичная (Calypso bulbosa) - Кокушник комариный (Gymnadenia conopsea) - Ладьян трехнадрезный (Corallorhiza trifida) - Леукорхис беловатый (Leucorchis albida) - Любка двулистная (Platanthera bifolia) - Мякотница однолистная (Malaxis monophyllos) - Надбородник безлистный (Epipogium aphyllum) Фото - Пальчатокоренник мясо-красный (Dactylorhiza incarnata) - Пальчатокоренник Траунштейнера (Dactylorhiza traunsteineri) - Пальчатокоренник пятнистый (Dactylorhiza maculata) - Пололепестник зеленый (Coeloglossum viride) - Тайник сердцевидный (Listera cordata) - Тайник яйцевидный (Listera ovata) - Ятрышничек альпийский (Chamorchis alpina) - Ива арктическая (Salix arctica) - Ива грушанколистная (Salix pyrolifolia) - Ива деревцевидная (Salix arbuscula) - Ива миртолистная (Salix myrsinifolia) - Ива монетовидная (Salix nummularia) - Ива ползучая (Salix reptans) - Ива стелющаяся (Salix repens) - Ива трехтычинковая (Salix triandra) - Ива шерстистопобеговая (Salix dasyclados) - Ольха кольская (Alnus kolaënsis) — эндемик Фенноскандии - Горец норвежский (Polygonum norvegicum) - Персикария земноводная (Persicaria amphibia) - Щавель водный (Rumex aquaticus) - Щавель злаколистный (Rumex graminifolius) - Лебеда головатая (Atriplex glabriuscula) - Лебеда голостебельная (Atriplex nudicaulis) - Солерос Поярковой (Salicornia pojarkovae) - Гастролихнис безлепестный (Gastrolychnis apetala) - Гастролихнис узкоцветковый (Gastrolychnis angustiflora) - Гвоздика песчаная (Dianthus arenarius) - Гвоздика пышная (Dianthus superbus) - Качим пучковатый (Gypsophila fastigiata) - Мерингия бокоцветковая (Moehringia lateriflora) - Песчанка приземистая (Arenaria humifusa) - Смолёвка бесстебельная (Silene acaulis) - Смолёвка скальная (Silene rupestris) - Стерис смолковидный (Steris viscaria), или Смолка обыкновенная (Viscaria vulgaris) - Торичник солончаковый (Spergularia salina) - Ясколка енисейская (Cerastium jenisejense) - Кувшинка чисто-белая (Nymphaea candida) - Пион уклоняющийся, или Пион Марьин корень (Paeonia anomala) - Борец северный (Aconitum septentrionale) - Анемоноидес дубравный (Anemonoides nemorosa) - Василистник кемский (Thalictrum kemense) - Василистник крупнолистный (Thalictrum macrophyllum) - Воронец колосистый (Actaea spicata) фото - Воронец красноплодный (Actaea erythrocarpa) фото - Лютик Гмелина (Ranunculus gmelinii) - Лютик серножелтый (Ranunculus sulphureus) - Лютик снеговой (Ranunculus nivalis) - Беквичия ледниковая (Beckwithia glacialis) - Мак лапландский (Papaver lapponicum) — эндемик Фенноскандии - Крупка молочно-белая (Draba lactea) - Крупка норвежская (Draba norvegica) - Крупка островная (Draba insularis) — эндемик Мурманской области - Крупка снежная (Draba nivalis) - Крупка фладницийская (Draba fladnizensis) - Резуха каменистая (Cardaminopsis petraea) - Сердечник маргаритколистный (Cardamine bellidifolia) - Эвтрема Эдвардса (Eutrema edwardsii) - Родиола арктическая (Rhodiola arctica) - Родиола розовая (Rhodiola rosea) - Камнеломка болотная (Saxifraga hirculus) - Камнеломка дернистая (Saxifraga cespitosa) - Камнеломка жёстколистная (Saxifraga aizoides) Фото - Камнеломка многолисточковая (Saxifraga foliolosa) - Камнеломка поникающая (Saxifraga cernua) - Камнеломка супротивнолистная (Saxifraga oppositifolia) - Камнеломка тонкая (Saxifraga tenuis (Wahlenb.)) - Камнеломка ястребинколистная (Saxifraga hieracifolia) - Селезеночник очереднолистный (Chrysosplenium alternifolium) - Селезеночник четырехтычинковый (Chrysosplenium tetrandrum) - Смородина чёрная (Ribes nigrum) - Дриада восьмилепестная (Dryas octopetala) Фото - Дриада точечная (Dryas punctata) - Земляника лесная (Fragaria vesca) - Кизильник Антонины (Cotoneaster antoninae) — эндемик Фенноскандии - Кизильник киноварно-красный (Cotoneaster cinnabarinus) — эндемик Фенноскандии - Кизильник черноплодный (Cotoneaster melanocarpus) - Лапчатка арктическая (Potentilla arctica) - Лапчатка Кузнецова (Potentilla kuznetzowii) - Лапчатка стелющаяся (Potentilla prostrata) - Малина обыкновенная (Rubus idaeus) - Манжетка альпийская (Alchemilla alpina) Фото - Манжетка заполярная (Alchemilla transpolaris) — эндемик Мурманской области - Манжетка кольская (Alchemilla kolaënsis) - Манжетка северная (Alchemilla borealis) - Рябина Городкова (Sorbus gorodkovii) - Черёмуха птичья (Padus avium) - Черёмуха северная (Padus borealis) - Шиповник иглистый (Rosa acicularis) | - Астрагал норвежский (Astragalus norvegicus) - Копеечник альпийский (Hedysarum alpinum) Фото - Копеечник арктический (Hedysarum arcticum) - Чина болотная (Lathyrus palustris) - Чина весенняя (Lathyrus vernus) - Язвенник Кузеневой (Anthyllis kuzenevae) — эндемик Фенноскандии - Кислица обыкновенная (Oxalis acetosella) - Истод горьковатый (Polygala amarella) - Крушина ольховидная (Frangula alnus) - Повойничек согнутосеменной (Elatine hydropiper) - Солнцецвет арктический (Helianthemum arcticum) — эндемик Мурманской области - Фиалка горная (Viola montana) - Фиалка Селькирка (Viola selkirkii) - Волчник обыкновенный (Daphne mezereum) - Дербенник иволистный (Lythrum salicaria) - Кипрей белоцветковый (Epilobium lactiflorum) - Кипрей даурский (Epilobium davuricum) - Кипрей мокричниколистный (Epilobium alsinifolium) - Цирцея альпийская (Circaea alpina) Фото - Гирчовник татарский (Conioselinum tataricum) - Дудник прибрежный (Angelica litoralis) - Тиселиум болотный (Thyselium palustre) - Грушанка зеленоцветковая (Pyrola chlorantha) - Грушанка норвежская (Pyrola norvegica) - Гарриманелла моховидная (Harrimanella hypnoides) - Кассиопея четырехгранная (Cassiope tetragona) - Хамедафне прицветничковая (Chamaedaphne calyculata) - Диапенсия лапландская (Diapensia lapponica) - Проломник северный (Androsace septentrionalis) - Армерия шероховатая (Armeria scabra) - Горечавка снежная (Gentiana nivalis) - Горечавник оголенный (Gentianopsis detonsa) - Горечавочка золотистая (Gentianella aurea) - Комастома нежная (Comastoma tenellum) - Ломатогониум колесовидный (Lomatogonium rotatum) - Синюха остролепестная (Polemonium acutiflorum) - Синюха северная (Polemonium boreale) - Незабудка азиатская (Myosotis asiatica) - Незабудка стелющаяся (Myosotis decumbens) — эндемик Фенноскандии - Незабудочник мохнатый (Eritrichium villosum) - Тимьян ползучий (Thymus serpyllum) - Тимьян субарктический (Thymus subarcticus) - Вероника кустящаяся (Veronica fruticans) Фото - Кастиллея лапландская (Castilleja lapponica) - Лужайник водный (Limosella aquatica) - Жирянка волосистая (Pinguicula villosa) - Подмаренник герцинский (Galium hercynicum) - Подмаренник трехцветковый (Galium triflorum) - Жимолость алтайская (Lonicera altaica) - Адокса мускусная (Adoxa moschatellina) - Валериана бузинолистная (Valeriana sambucifolia) - Лобелия Дортманна (Lobelia dortmanna) - Арктантемум Хультена (Arctanthemum hultenii) Фото - Арника фенноскандская (Arnica fennoscandica) - Астра сибирская (Aster sibiricus) Фото - Бузульник сибирский (Ligularia sibirica) - Девясил иволистный (Inula salicina) - Кошачья лапка альпийская (Antennaria alpina) - Мелколепестник северный (Erigeron borealis) - Одуванчик белоязычковый (Taraxacum leucoglossum) — эндемик Мурманской области - Одуванчик Йелта (Taraxacum hjeltii) - Одуванчик мурманский (Taraxacum murmanicum) - Одуванчик норвежский (Taraxacum norvegicum) - Одуванчик подражающий (Taraxacum simulum) - Одуванчик снежный (Taraxacum nivale) — эндемик Фенноскандии - Одуванчик стрелолистный (Taraxacum sagittifolium) - Осот приземистый (Sonchus humilis) - Пижма дваждыперистая (Tanacetum bipinnatum) Фото - Полынь северная (Artemisia borealis) - Тысячелистник остроконечный (Achillea apiculata) — эндемик Фенноскандии фото - Цицербита альпийская (Cicerbita alpina) - Ястребинка арктическая (Hieracium arctogenum) - Ястребинка беложилковая (Hieracium albocostatum) - Ястребинка блуждающая (Hieracium erraticum) - Ястребинка буроватая (Hieracium furvescens) - Ястребинка варангерская (Hieracium varangerense) - Ястребинка обыкновенная (Hieracium vulgatum) - Ястребинка полуизогнутая (Hieracium semicurvatum) - Ястребинка танская (Hieracium tanense) - Ястребинка чешуйчатовидная (Hieracium lepistoides) - Ястребинка щетинистошеяя (Hieracium seticollum) |  |

## Мохообразные
| Отдел Печёночные мхи Гапломитриевые (Haplomitriaceae) Гапломитриум Хукера ( Haplomitrium hookeri ) Кодониевые (Codoniaceae) Фоссомброния ямчатая ( Fossombronia foveolata ) Пеллиевые (Pelliaceae) Пеллия эндивиелистная ( Pellia endiviifolia ) Аневровые (Aneuraceae) Криптоталлус удивительный ( Cryptothallus mirabilis ) Риккардия загнутая ( Riccardia incurvata ) Риккардия многораздельная ( Riccardia multifida ) Риккардия пальчатая ( Riccardia palmata ) Мецгериевые (Metzgeriaceae) Мецгерия вильчатая ( Metzgeria furcata ) Лепидозиевые (Lepidoziaceae) Курция малоцветковая ( Kurzia pauciflora ) Цефалозиевые (Cephaloziaceae) Цефалозия сходящаяся ( Cephalozia connivens ) Цефалозиелловые (Cephaloziellaceae) Цефалозиелла северная ( Cephaloziella arctogena ) Цефалозиелла нежненькая ( Cephaloziella elachista ) Цефалозиелла красноватая ( Cephaloziella rubella ) Цефалозиелла крючковатая ( Cephaloziella uncinata ) Дихитон цельнокрайный ( Dichiton integerrimum ) Лофозиевые (Lophoziaceae) Анастрофиллум сфенолобоидный ( Anastrophyllum sphenoloboides ) Барбилофозия краснеющая ( Barbilophozia rubescens ) Кроссокаликс Геллера ( Crossocalyx hellerianus ) Изопахес обесцвеченный ( Isopaches decolorans ) Лейоколеа баденская ( Leiocolea badensis ) Лофозия восходящая ( Lophozia ascendens ) Лофозия полярная ( Lophozia polaris ) Протолофозия удлиненная ( Protolophozia elongata ) Лофозия большая ( Lophozia major ) Лофозия краснопочковая ( Lophozia rubrigemma ) Шистохилопсис рыхлый ( Schistochilopsis laxa ) Сфенолобус пололистный ( Sphenolobus cavifolius ) Тритомария почти-вырезанная ( Tritomaria exsectiformis ) Юнгерманниевые (Jungermanniaceae) Нардия японская ( Nardia japonica ) Соленостома крошечная ( Solenostoma pusillum ) Гимномитриевые (Gymnomitriaceae) Марсупелла расставленнолистная ( Marsupella sparsifolia ) Эремонотус бесчисленноплодный ( Eremonotus myriocarpus ) Празантус шведский ( Prasanthus suecicus ) Скапаниевые (Scapaniaceae) Диплофиллум туполистный ( Diplophyllum obtusifolium ) Скапания равнолопастная ( Scapania aequiloba ) Скапания заостренная ( Scapania apiculata ) Скапания толстостенная ( Scapania crassiretis ) Скапания остроконечная ( Scapania cuspiduligera ) Скапания Каурина ( Scapania kaurinii ) Скапания тёмная ( Scapania obscura ) Скапания парадоксальная ( Scapania paradoxa ) Скапания Симмонса ( Scapania simmonsii ) Скапания шариконосная ( Scapania sphaerifera ) Скапания шпицбергенская ( Scapania spitsbergensis ) Скапания тундровая ( Scapania tundrae ) Скапания теневая ( Scapania umbrosa ) Арнеллиевые (Arnelliaceae) Арнеллия финская ( Arnellia fennica ) Радуловые (Radulaceae) Радула сплюснутая ( Radula complanata ) Радула Линденберга ( Radula lindenbergiana ) Порелловые (Porellaceae) Порелла Корды ( Porella cordaeana ) Порелла плосколистная ( Porella platyphylla ) Эйтониевые (Aytoniaceae) Манния волосистая ( Mannia pilosa ) Клевеевые (Cleveaceae) Аталамия бесцветная ( Athalamia hyalina ) Пельтолепис четырехраздельный ( Peltolepis quadrata ) Заутерия альпийская ( Sauteria alpina ) Маршанциевые (Marchantiaceae) Маршанция водная ( Marchantia aquatica ) Риччиевые (Ricciaceae) Риччия пещеристая ( Riccia cavernosa ) | Отдел Листостебельные мхи (Bryopsida) Сфагновые (Sphagnaceae) Сфагнум мелкозубчатый ( Sphagnum denticulatum ) Сфагнум извилистый ( Sphagnum flexuosum ) Сфагнум пятирядный ( Sphagnum quinquefarium ) Сфагнум блестящий ( Sphagnum subnitens ) Андреэевые (Andreaeaceae) Андреа Блютта ( Andreaea blyttii ) Андреа обратнояйцевидная ( Andreaea obovata ) Андреа толстожилковая ( Andreaea crassinervia ) Тетрафисовые (Tetraphidaceae) Тетродонтиум широковыемчатый ( Tetrodontium repandum ) Политриховые (Polytrichaceae) Псилопилум вогнутолистный ( Psilopilum cavifolium ) Псилопилум лоснящийся ( Psilopilum laevigatum ) Политрихум красивый ( Polytrichum formosum ) Буксбаумиевые (Buxbaumiaceae) Дифисциум многолистный ( Diphyscium foliosum ) Буксбаумия безлистная ( Buxbaumia aphylla ) Дитриховые (Ditrichaceae) Дитрихум цилиндрический ( Ditrichum cylindricum ) Зелигериевые (Seligeriaceae) Зелигерия разнолистная ( Seligeria diversifolia Lindb. ) Зелигерия трехрядновидная ( Seligeria tristichoides ) Дикрановые (Dicranaceae) Трематодон сомнительный ( Trematodon ambiguus ) Трематодон короткошейковый ( Trematodon brevicollis ) Онгстремия длинноножковая ( Aongstroemia longipes ) Дикранелла рыжеватая ( Dicranella rufescens ) Дикранелла изменчивая ( Dicranella varia ) Киерия серповидная ( Kiaeria falcata ) Дикранум гладкожилковый ( Dicranum leioneuron ) Кампилопус Шимпера ( Campylopus schimperi ) Кнеструм сизоватый ( Cnestrum glaucescens ) Цинодонциум шведский ( Cynodontium suecicum ) Рабдовейсия скороопадающая ( Rhabdoweisia fugax ) Фиссиденсовые (Fissidentaceae) Фиссиденс моховидный ( Fissidens bryoides ) Фиссиденс зеленоватый ( Fissidens viridulus ) Энкалиптовые (Encalyptaceae) Энкалипта родственная ( Encalypta affinis ) Энкалипта альпийская ( Encalypta alpina ) Энкалипта коротконожковая ( Encalypta brevipes ) Энкалипта тупоконечная ( Encalypta mutica ) Энкалипта высокая ( Encalypta procera ) Энкалипта завитоплодная ( Encalypta streptocarpa ) Поттиевые (Pottiaceae) Вейсия Виммера ( Weisia wimmeriana ) Гимностомум сине-зеленый ( Gymnostomum aeruginosum ) Анектангиум летний ( Anoectangium aestivum ) Барбула полудюймовая ( Barbula unguiculata ) Дидимодон жёстковатый ( Didymodon rigidulus ) Дидимодон влаголюбивый ( Didymodon icmadophyllus ) Тортула остроконечная ( Tortula mucronifolia ) Десматодон Гейма ( Desmatodon heimii ) Десматодон наклоненный ( Desmatodon cernuus ) Гриммиевые (Grimmiaceae) Косцинодон ситовидный ( Coscinodon cribrosus ) Гриммия приальпийская ( Grimmia alpestris ) Гриммия высокая ( Grimmia elatior ) Гриммия горная ( Grimmia montana ) Гриммия Мюленбека ( Grimmia muehlenbeckii ) Гриммия волосколистная ( Grimmia trichophylla ) Дисцелиевые (Disceliaceae) Дисцелиум голый ( Discelium nudum ) Сплахновые (Splachnaceae) Тэйлория сплахновидная ( Tayloria splachnoides ) | - Полия сизоватая (Pohlia crudoides) - Полия чёрно-пурпурная (Pohlia atropurpurea) - Плагиобриум опущенный (Plagiobryum demissum) - Аномобриум сережчатый (Anomobryum julaceum) - Бриум Акселя-Блютта (Bryum axel-blyttii) - Бриум Кульмана (Bryum culmannii) - Бриум круглолистный (Bryum cyclophyllum) - Бриум длинноножковый (Bryum longisetum) - Бриум Мильде (Bryum mildeanum) - Бриум мурманский (Bryum murmanicum) - Бриум Савич (Bryum savicziae) - Бриум красноватый (Bryum rutilans) - Бриум вальковатый (Bryum teres) - Бриум теневой (Bryum umbratum) - Мниум годовалый (Mnium hornum) - Циртомниум кожистолистный (Cyrtomnium hymenophyllum) - Амблиодон беловатый (Amblyodon dealbatus) - Меезия длинноножковая (Meesia longiseta) - Бартрамия Галлера (Bartramia halleriana) - Тиммия баварская (Timmia bavarica) - Тиммия хохолковая (Timmia norvegica) - Улота лиственноцветная (Ulota phyllantha) - Ортотрихум необыкновенный (Orthotrichum anomalum) - Ортотрихум прекрасный (Orthotrichum speciosum) - Фонтиналис чешуйчатый (Fontinalis squamosa) - Неккера сплюснутая (Neckera complanata) - Неккера перистая (Neckera pennata) - Хомалия трихомановидная (Homalia trichomanoides) - Мириния подушковидная (Myrinia pulvinata) - Лескеа многоплодная (Leskea polycarpa) - Псевдолескея отстоящая (Pseudoleskea patens) - Аномодон длиннолистный (Anomodon longifolius) - Аномодон плетевидный (Anomodon viticulosus) - Кампилиум Галлера (Campylium halleri) - Кампилиум известняковый (Campylium calcareum) - Платидиктия нежная (Platydictya subtilis) - Варнсторфия ложносоломенная (Warnstorfia pseudostraminea) - Хаматокаулис глянцевидный (Hamatocaulis vernicosus) - Гигрогипнум полярный (Hygrohypnum polare) - Гигрогипнум норвежский (Hygrohypnum norvegicum) - Гигрогипнум ложковиднолистный (Hygrohypnum cochlearifolium) - Изотециум лисохвостовидный (Isothecium alopecuroides) - Гомалотециум шелковистый (Homalothecium sericeum) - Брахитециум доврефьелльский (Brachythecium dovrense) - Брахитециум красноризоидный (Brachythecium erythrorrhizon) - Брахитециум блестящий (Brachythecium coruscum) - Брахитециум рутовый (Brachythecium rutabulum) - Склероподиум орнейский (Scleropodium ornellanum) - Циррифиллум усастый (Cirriphyllum cirrhosum) - Ринхостегиум береговой (Rhynchostegium riparioides) - Ортотециум золотистый (Orthothecium chryseon) - Герцогиелла торфянистая (Herzogiella turfacea) - Изоптеригиопсис альпийский (Isopterygiopsis alpicola) - Гипнум Бамберга (Hypnum bambergeri) - Гипнум Воше (Hypnum vaucheri) |

## Лишайники(Lichenes)
Лишайники Красной книги Мурманской области. Первое издение (2003)
Лишайники Красной книги Мурманской области. Второе издание (2014)

## Грибы(Mycota)
- Список грибов, занесённых в Красную книгу Мурманской области